# Willem II Tilburg 1998-1999
Questa voce raccoglie le informazioni riguardanti il Willem II Tilburg nelle competizioni ufficiali della stagione 1998-1999.

## Stagione
Nella prima parte della stagione il Willem II interruppe il proprio cammino nelle fasi iniziali delle coppe, venendo eliminata dalla KNVB Beker per mano del Zwolle e subendo una sconfitta per 3-0 contro il Real Betis che decretò l'uscita della squadra ai sedicesimi di finale della Coppa UEFA.
Concluso il girone di andata della Eredivisie all'undicesimo posto, nella seconda parte della stagione il Willem II ottenne una striscia di risultati utili consecutivi interrotta solo all'ultima giornata che le valse il secondo posto, valevole per l'accesso alla fase a gironi della Champions League.

## Rosa
| N. |                        | Ruolo | Calciatore         |
| -- | ---------------------- | ----- | ------------------ |
|    | Paesi Bassi (bandiera) | P     | Jim van Fessem     |
|    | Belgio (bandiera)      | P     | Kris Mampaey       |
|    | Paesi Bassi (bandiera) | D     | Reinder Hendriks   |
|    | Paesi Bassi (bandiera) | D     | Delano Hill        |
|    | Finlandia (bandiera)   | D     | Sami Hyypiä        |
|    | Paesi Bassi (bandiera) | D     | Joris Mathijsen    |
|    | Paesi Bassi (bandiera) | D     | Mark Schenning     |
|    | Ungheria (bandiera)    | D     | István Szekér      |
|    | Paesi Bassi (bandiera) | D     | Frank van Kouwen   |
|    | Paesi Bassi (bandiera) | D     | Jos van Nieuwstadt |
|    | Thailandia (bandiera)  | D     | Geoffrey Prommayon |
|    | Paesi Bassi (bandiera) | C     | Yassine Abdellaoui |
|    | Paesi Bassi (bandiera) | C     | Arno Arts          |

| N. |                         | Ruolo | Calciatore       |
| -- | ----------------------- | ----- | ---------------- |
|    | Rep. Ceca (bandiera)    | C     | Tomáš Galásek    |
|    | Marocco (bandiera)      | C     | Adil Ramzi       |
|    | Paesi Bassi (bandiera)  | C     | Dennis Schulp    |
|    | Paesi Bassi (bandiera)  | C     | Raymond Victoria |
|    | Argentina (bandiera)    | A     | Mariano Bombarda |
|    | Gambia (bandiera)       | A     | Jatto Ceesay     |
|    | Paesi Bassi (bandiera)  | A     | Marco Heering    |
|    | Paesi Bassi (bandiera)  | A     | Erwin Hermes     |
|    | Paesi Bassi (bandiera)  | A     | Huub Loeffen     |
|    | Paesi Bassi (bandiera)  | A     | Marino Promes    |
|    | Burkina Faso (bandiera) | A     | Ousmane Sanou    |
|    | Paesi Bassi (bandiera)  | A     | Marcel Valk      |